# Intelewa
Intelewa/Inteliwa, ook wel Koemaroe Kondré, is een inheems dorp aan de oever van de Boven-Tapanahony in Suriname. Het bevindt zich in het ressort Tapanahony in Sipaliwini.
Het dorp werd in 1904 bezocht tijdens de Tapanahony-expeditie onder leiding van Alphons Franssen Herderschee. Het ontvangst was aanvankelijk onvriendelijk, omdat marrons het gerucht hadden verspreid dat de expeditie inheemsen wilde uitroeien. Na het vertoon van ruilmiddelen als kralen en spiegeltjes kreeg de stemming een positieve wending.
Zij kregen hier een hut door het de inheemse dorpshoofd Intelewa – tevens de naamgever van het dorp. De arts Gerard Versteeg bleef op 26 augustus 1904 in het dorp achter om de bagage te ordenen en de achterhoede van de expeditie op te wachten. Franssen Herderschee en cartograaf C.H. de Goeje trokken wel verder. Op 5 september werd de expeditie vervolgd naar de zijrivier Paloemeu. Het dorp werd daarna nog een keer aangedaan en vervolgens op 27 oktober voor het laatst om terug te keren.
In het dorp stonden in 1904 vijftien huizen met een koepelvormig dak op 2,5 meter hoogte. Er woonden toen zes mannen, vijf vrouwen en vijf kinderen.

## Galerij

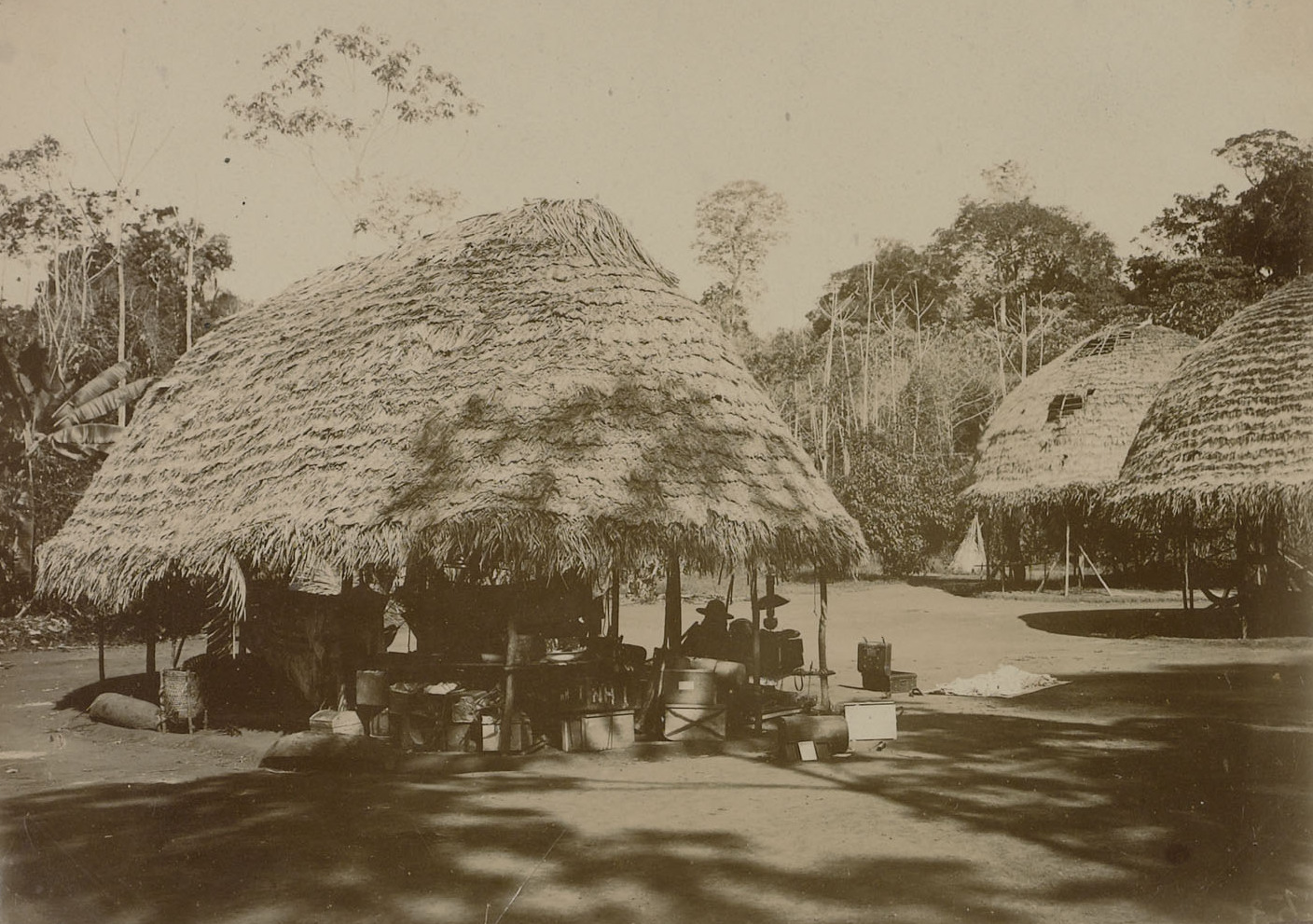
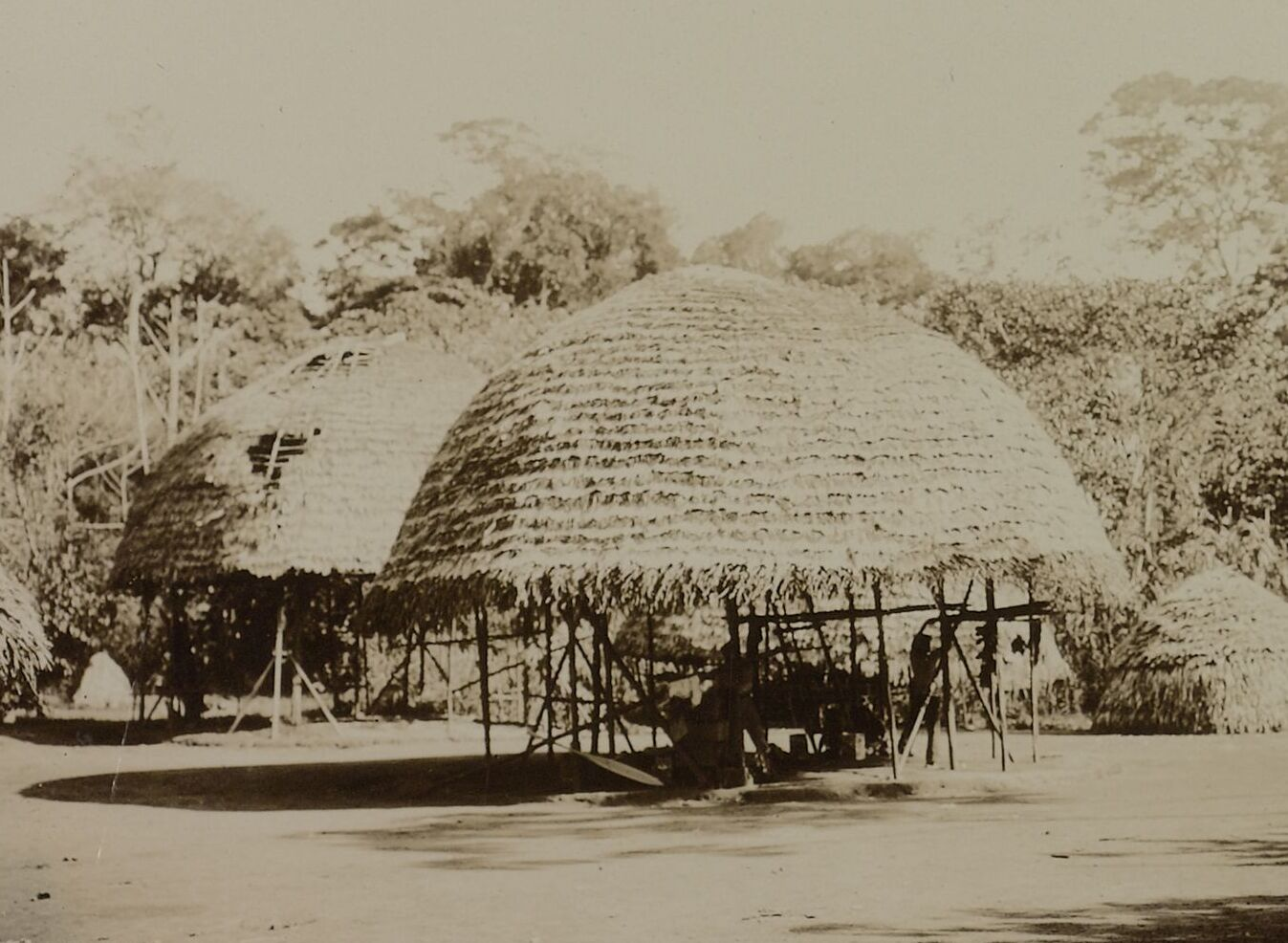
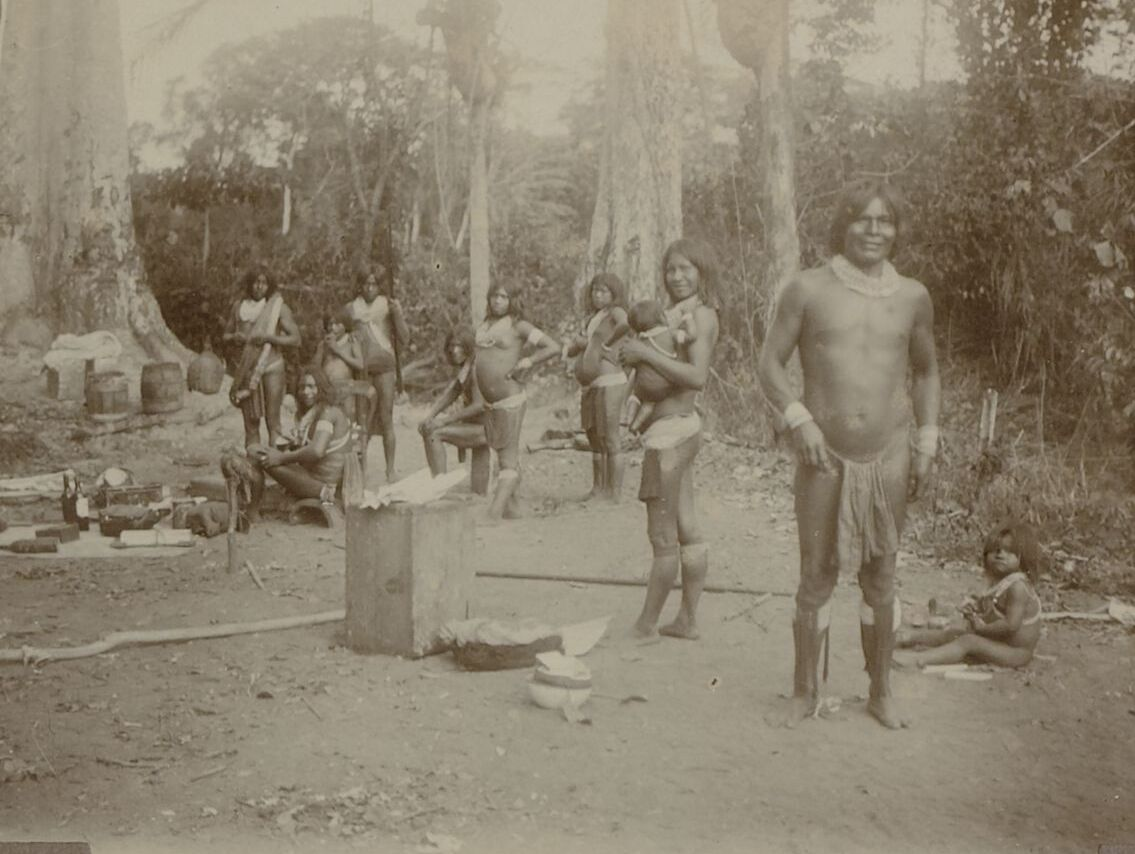
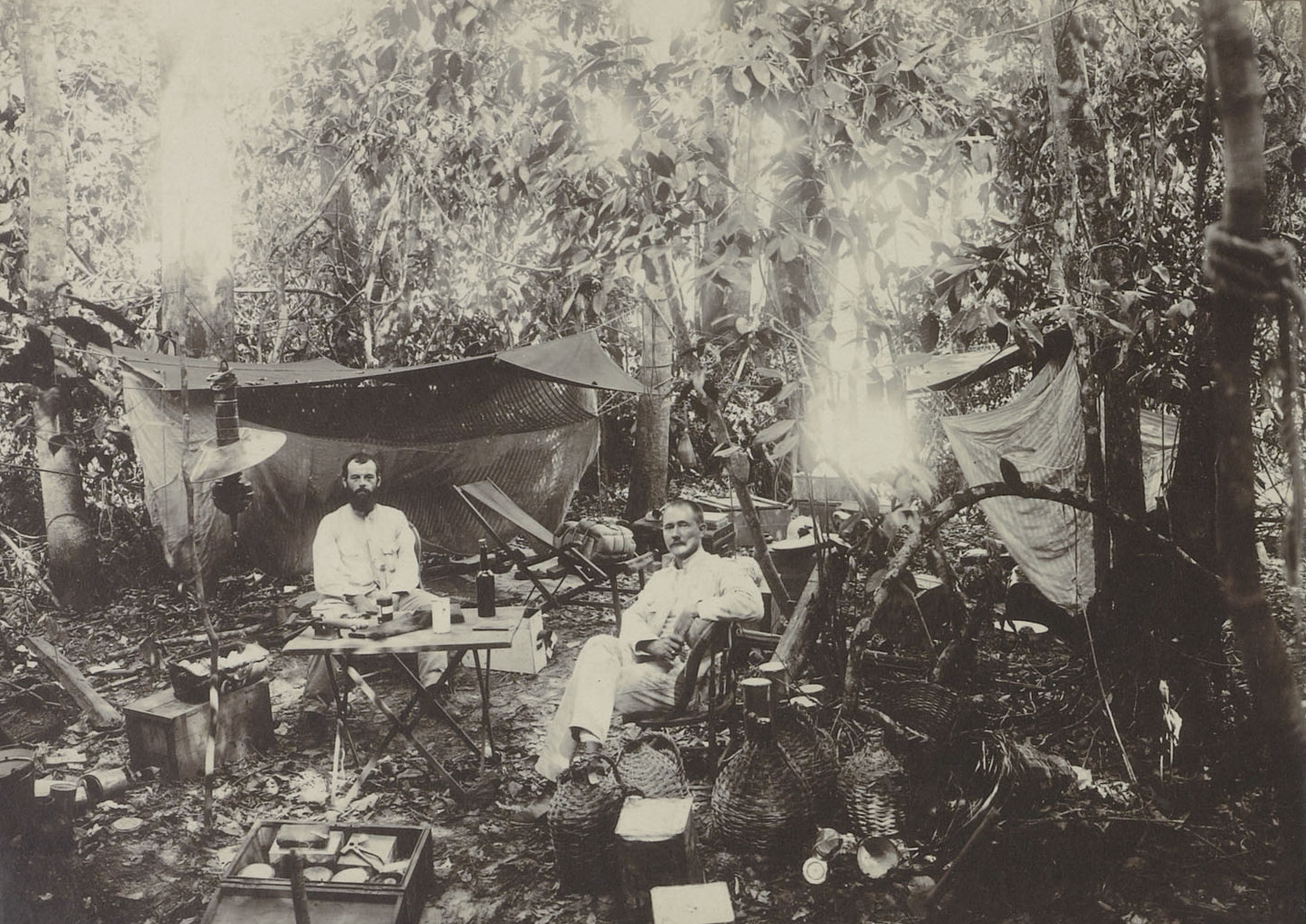

Affivisiti · Agaigoni · Ajokojokondre · Akani Pata · Aloepi 1 & 2 · Alopi · Antino · Antonio do Brinco · Apetina · Benanoe · Benzdorp · Clementi · Cottica · Draai · Drietabbetje · Gakaba · Godo-olo · Godoro · Granbori · Herminadorp · Intelewa · Kampoe · Kawemhakan · Koemakapan · Kontina · Lensidede · Maboga · Maisa Kampu · Manlobi · Moitaki · Monpoesoe · Nikie · Paloemeu · Peleloe Tepoe · Peruano · Poeketi · Poeloegoedoe · Ronaldo · Sajé · Tjon Tjon · Tutu Kampu · Wanfinga · Wehejok